# Jiří Pavlica
Jiří Pavlica (* 1. prosince 1953 Uherské Hradiště) je český houslista, hudební skladatel a aranžér.

## Životopis
Vystudoval hudební vědu a teorii kultury na Filozofické fakultě Univerzity Palackého v Olomouci (1973–1978) a obor housle na konzervatoři v Brně u Pavla Kyncla a Stanislava Tomáška (1975–1979). Kompozici studoval soukromě u Jaroslava Krčka, vzdělání si dále rozšířil studiem skladby na JAMU u Arnošta Parsche a Zdeňka Pololáníka (1993–1995).
Od roku 1970 působí v muzice Hradišťan (jako houslista) a od roku 1978 až do současnosti je jejím uměleckým vedoucím. Byl ve svobodném povolání (1978–1980, člen skupiny Javory Petra Ulrycha), v letech 1980–1994 pracoval jako redaktor hudebního vysílání Československého (nyní Českého) rozhlasu v Brně, od roku 1994 je opět ve svobodném povolání.
Jeho interpretační a tvůrčí činnost je spjata především se souborem Hradišťan. Z počátku svou pozornost zaměřoval na moravský folklorní materiál, který nestudoval jen v regionálních souvislostech, ale i v historickém a dobovém kontextu a v hudebních vztazích. Historický pohled se odrazil v jeho prvním větším autorském projektu - album Byla vojna u Slavkova (1982), které obdrželo v témže roce Zlatý štít Pantonu; upravená nahrávka z této desky získala 2. místo na mezinárodní rozhlasové soutěži Prix de musique folklorique de Radio Bratislava – 1983, a také cenu Českého hudebního fondu. Ve stejné rozhlasové soutěži byla v roce 1987 oceněna 3. místem nahrávka Zbojné písně moravské (1986), jež vycházela z dalšího monotematického projektu. V roce 1990 připravil Jiří Pavlica vánoční album Pokoj vám pro Komorní orchestr Leoše Janáčka z Ostravy a Hradišťan. Shrnutí osobních pohledů na interpretaci pramenů hudebního folkloru od regionálních podání přes historické adaptace až po vlastní tvorbu podává pak CD Ozvěny duše (1994). Na verše Jana Skácela vznikl celovečerní komponovaný pořad a stejnojmenné album O slunovratu (1999), za které získal jako autor hudby cenu nezávislých hudebních kritiků Žlutá ponorka. Zatím posledním autorským albem jsou Vteřiny křehké (2014).
Jako skladatel je Jiří Pavlica zařazován do oblasti crossoveru, což vychází zejména z jeho bohaté spolupráce s hudebníky jiných žánrů (jazz, folk, rock, vážná hudba). V českém prostředí dlouhodobě spolupracoval např. s Vlastou Redlem, Pavlem Žalmanem Lohonkou, Emilem Viklickým, s hudebními tělesy jako Spirituál kvintet, Bambini di Praga, Brněnský komorní orchestr, sbor Ars Brunensis, Pražská komorní filharmonie. Ze zahraničních osobností to byl např. Alister Anderson z Velké Británie, Yaz-Kaz z Japonska (CD Svítání /1997/), Dizu Plaatjies z Jihoafrické republiky (CD Mys Dobré naděje /2001/), Joel Frederiksen z USA.
Stál u zrodu několika hudebních formací, ve kterých působil jako autor i interpret (Salvia, Ad lib Moravia, Talant). Kromě koncertování na domácích scénách často vystupuje v zahraničí - mj. na hudebních festivalech Cervantino v Mexiku – (1996 s Ad lib Moravia, 1998 s Hradišťanem), Stellenbosche v Jihoafrické republice (1999), Womad ve Velké Británii (2001), World Festival of Sacred Music Los Angeles v USA (2005).
Výrazné je jeho působení v oblasti scénické kompozice (divadlo, film, rozhlas, televize) a v oblasti duchovní hudby (Missa brevis – 1997, přepracována 1999, orchestrace pro symfonický orchestr 2014, Oratorium smíru – 2004, Brána poutníků – oratorium Porta peregrinorum 2012). Se skladbou "Voda" vystoupil v roce 2006 živě na XIV. Všesokolském sletu v Praze na Strahově (7. července 2006 s Hradišťanem).
Jako autor, moderátor a hudebník se podílel zejména na televizním hudebním cyklu Sešli se. Na TV Noe se stal moderátorem pořadu Jak potkávat svět, každý první čtvrtek v měsíci.
Je držitelem zlatých desek za alba AG Flek a Hradišťan, Ozvěny duše, Mys Dobré naděje, Hradišťan Live, Vteřiny křehké a platinové desky za album O slunovratu.
Dne 5. května 1984 se v Uherském Hradišti oženil s Martinou Nyklovou.

## Diskografie autorská
- Byla vojna u Slavkova. Hradišťan a Jiří Pavlica. (LP, MC, Panton 1982, CD reedice 1995).
- Od večera do rána. Hradišťan (LP, MC Panton 1984, CD reedice Skanska 2005).
- Zbojné písně moravské. Hradišťan a Jiří Pavlica (LP, MC, Supraphon 1986, CD reedice 2000).
- Hradišťu, Hradišťu. Lidové písně z Uherskohradišťska. Věra Dominová, Antonín Čevela, Josef Pilát, Hradišťan (LP, MC Panton 1989, CD reedice Supraphon 2002).
- Neseme vám… šťastné a veselé… (EP, Panton 1990).
- Pokoj vám. Vánoční písně a pastorely z Moravy a Slezska. Komorní orchestr Leoše Janáčka, Hradišťan (CD, LP, MC, Panton 1991).
- Ozvěny duše. Hradišťan a Jiří Pavlica (CD, MC, Lotos 1994; v roce 1997 vydalo Sunset –France pod názvem Chant et Danses de Moravie).
- AG Flek a Hradišťan. Vlasta Redl a Jiří Pavlica (CD, MC, spolu s Vlastou Redlem, BMG 1994).
- Prší déšť. Ad Lib Moravia. Emil Viklický, Zuzana Lapčíková, Jiří Pavlica (CD, MC, Lotos 1994).
- Karel Sháněl a přátelé (CD, MC Venkow 1994).
- V Brně na Špilberku stojí vraný kůň. Lidové písně o brněnském hradě a brněnských kasárnách. Gajdoši, Hradišťan, Muzika Martina Hrbáče.(CD, Indies Records 1996).
- Yaz-Kaz a Jiří Pavlica. Svítání (CD, MC Lotos 1997).
- Vánoční koncert. Hradišťan, Spirituál kvintet (CD, MC, Monitor 1998).
- Moravské koledy. Bambini di Praga, Hradišťan. Bohumil Kulínský, Jiří Pavlica (CD, MC, Multisonic 1998).
- Babička. Písničky z fetišistické revue – Jiří Pavlica, Zdeněk Kluka, Ivo Krobot, Petr Oslzlý podle Boženy Němcové (CD, FT Records 1998).
- O slunovratu. Jiří Pavlica, Jan Skácel. Hradišťan a hosté (CD, MC, Indies Records 1999; v roce 2001? vyšla reedice CD spolu s dalším diskem Jan Skácel hostem Hradišťanu pod jednotným názvem Zlatý slunovrat).
- Pastoral masses - Jiří Pavlica, Georgius Zrunek. Hradišťan, Ars Brunensis Chorus, Brno Chamber Orchestra, Roman Válek (CD, Supraphon 2000).
- Sešli se…I. Jiří Pavlica a hosté (CD, MC, Lotos 2000).
- Jiří Pavlica a Dizu Plaatjies. Mys Dobré naděje (CD, MC Lotos 2001; v roce 2002 vyšla reedice CD spolu s dalším diskem Ozvěny Afriky).
- Zpívání o lásce. Moravské lidové písně. Bambini di Praga – Bohumil Kulínský, Hradišťan – Jiří Pavlica (CD, MC Supraphon 2001).
- Sešli se…II. Jiří Pavlica a hosté (CD, MC Lotos 2001).
- Sešli se… III. Jiří Pavlica a hosté(CD, MC Lotos 2002).
- Sešli se… IV. Jiří Pavlica a hosté (CD, MC Lotos 2003).
- Hrajeme si u maminky (CD, Indies Records 2005).
- Live. Hradišťan a Jiří Pavlica (CD, Indies Scope Records 2006).
- Chvění – suita dialogů. Jiří Pavlica. Filharmonie Brno, Hradišťan, Jumping drums, Altai kai – dirigent Petr Altrichter (CD, Indies Scope Records 2007).
- O slunovratu. Jiří Pavlica, Jan Skácel. Hradišťan a hosté (Platinová edice CD, DVD, Indies Scope Records 2008).
- Studánko rubínko - písně pro děti. Jiří Pavlica. Hradišťan a hosté (CD, Indies Scope Records 2009).
- Live a Co se nevešlo. Hradišťan a Jiří Pavlica. (CD, Indies Scope 2009).
- Z hvězdy vyšlo slunce. Jiří Pavlica. Filharmonie Brno, Kantiléna, Hradišťan – dirigent Jakub Klecker (CD, J+M Agency Brno 2009).
- Brána poutníků – Porta peregrinorum. Jiří Pavlica, Renata Putzlacher. Oratorium inspirované odkazem sv. Vojtěcha. Roman Janál, Alfred Strejček, Symf. orch. a sbor Europera – dirigent Miloš Krejčí. (CD, DVD Indies Scope 2012).
- Vteřiny křehké. Jiří Pavlica. Hradišťan a hosté. (CD, Indies Scope 2014).

## DVD
- O slunovratu … o tom co bývalo a znovu kdysi bude… (Indies Records 2004)
- O slunovratu. Jiří Pavlica, Jan Skácel. Hradišťan a hosté (Platinová edice CD, DVD, Indies Scope Records 2008).
- Brána poutníků – Porta peregrinorum. Jiří Pavlica, Renata Putzlacher. Oratorium inspirované odkazem sv. Vojtěcha. Roman Janál, Alfred Strejček, Symf. orch. a sbor Europera – dirigent Miloš Krejčí. (CD, DVD Indies Scope Records 2012).

## Diskografie ostatní (spolupráce interpretační, režijní, záznamy z koncertů aj.)
- Imaginator – Velvet Revolution (CD, Hakuhodo, Japan 1990?)
- Chants et Musiques du Monde. Tchecoslovaquie (CD, UNESCO, France 1991).
- Ens (CD, Leguan 1993)
- Jan Skácel. Odešel tiše za ticho se schovat (CD, JOTA 1994).
- Tanz und FolkFest Rudolstadt '95 (CD, heideck, Germany 1996).
- Scénická hudba 1985 – 1995 (CD, Slovácké divadlo v Uherském Hradišti 1995).
- Oráč a Smrt. Hra o lásce a posledních věcech člověka. Jan z Teplé, Dušan Robert Pařízek, Jiří Pavlica (CD, Český rozhlas Praha 1995?)
- Střípky. Schola studentů olomouckých fakult (CD, Telepace Ostrava 1996).
- Střípky 2. Schola studentů olomouckých fakult (CD Telepace Ostrava 1997).
- Prázdniny v Telči. Živý záznam koncertů Telč 97 (CD, Ji-Ho-Music 1997).
- Prázdniny v Telči. Živý záznam koncertů Telč 98 (CD, Ji-Ho-Music 1998).
- Na cestě. Duchovní písně. Anima Una (CD, Telepace Ostrava, Radio Proglas 1999).
- Sloni v porcelánu I. Písničkáři dětem (CD, Monitor 1999).
- Zuzana Lapčíková. Moravské písně milostné (CD, Lotos 1999).
- Velké jubileum 2000. Benefiční projekt pro katedrálu sv. Václava v Olomouci (CD, Monitor 1999).
- Czech Alternative Music vol. VI. 1999/2000 (CD, Indies Records 2000).
- Mezinárodní folklorní festival ve Strážnici 1995–2000 (CD, Tonstudio Rajchman 2000).
- Hudba k TV seriálu Příběhy slavných (2000)[3]
- Abba Otče. Anima Una, Střípky (CD Telepace Ostrava, Radio Proglas 2001).
- Christmas around Europe (CD, BBC Music, Great Britain 2002).
- Lidová kultura v kulturním vývoji České republiky (CD, Ústav lidové kultury Strážnice 2002).
- Hradišťan a Muzykanci. Záznam koncertu – Folkové prázdniny Náměšť nad Oslavou (CD, Náměšť nad Oslavou 2003).
- Mezinárodní hudební festival Český Krumlov 2003 (CD, Auviex 2003).
- Čarohraní. Z kořenů moravského folklóru (CD, Indies Records 2003)..
- Etnofest 1. (CD, Lotos 2003).
- XII. ročník hudebních slavností sv. Cecílie. Dolní Bojanovice 20. listopadu 2004 (CD, Tonstudio Rajchman 2004).
- Řeka v nás. Kompilační album na podporu humanitární činnosti Českého výboru pro UNICEF (Solis Art 2005).
- Maryša (CD Radioservis Český rozhlas 2006) – scénická hudba k rozhlasové inscenaci
- Léto – skladba pro ženy na XIV. Všesokolský slet (CD 2006)

## Seznam scénických děl
- Příští život dubu (…), dokumentární film, režie Petr Kudela
- Vyšívačky...
- Její pastorkyňa (1985) - Slovácké divadlo Uh. Hradiště; režie Hugo Domes
- Jak se bubnuje na princezny (1985) - Slovácké divadlo Uh. Hradiště; Igor Stránský
- Lucerna (1987) – Slovácké divadlo Uh. Hradiště,
- Svatá rodina (1989) - Slovácké divadlo Uh. Hradiště, režie
- Komedie o umučení (1990) - Slovácké divadlo Uh. Hradiště, Igor Stránský
- Broučci (1992) - Slovácké divadlo Uh. Hradiště, režisér František Čech
- Noc na Karlštejně (1993) - Slovácké divadlo Uh. Hradiště, Igor Stránský
- Jánošík podle Vivaldiho (1994) - Slovácké divadlo Uh. Hradiště . Karol Spišák
- Princezna se zlatou hvězdou na čele (1994) - Slovácké divadlo Uh. Hradiště
- Voničky z domova - (TV Ostrava)
- Pápiernica (1998) - Slovácké divadlo Uh. Hradiště, Karol Spišák
- Oráč a smrt (1996) – dramatizace textu Jana z Teplé; režie Dušan Pařízek
- Babička (1997) – fetišistická revue; Divadlo Husa na provázku Brno (spolu se Zdeňkem Klukou); režie Ivo Krobot
- Prezidentky – ABC Praha; režie Dušan Pařízek ml.
- Král ozvěny (1999) – televizní adaptace pohádky, režie Dušan Klein (TV Ostrava)
- Naši furianti (2000) – Divadlo bratří Mrštíků Brno; režie Zdeněk Černín
- Radúz a Mahulena (2001) – Slovácké divadlo Uh. Hradiště; režie Igor Stránský
- Rok na dědině (2002) – Divadlo Jána Palárika v Trnavě; režie Břetislav Rychlík
- O králi Ječmínkovi (2002) – televizní adaptace pohádky, režie
- Maryša (2004) – Slovácké divadlo Uh. Hradiště; režie Igor Stránský
- Léto (2005) – skladba na XIV. všesokolský slet v roce 2006

## Filmové dokumenty o Jiřím Pavlicovi
- O mysu dobré naděje; režie Leoš Ryška (Telepace Ostrava, 2001)
- GEN; režie Václav Křístek (2002)
- Než zazní písnička, režie Alan Lederer

## Knižní publikace
- Jilík, Jiří a kol.: Primáš Jaroslav Václav Staněk. Uherské Hradiště 1998.
- Rut, Přemysl a Pavlica, Jiří: Hovory nejen o hudbě. Praha : Vyšehrad, 2010.

## I. Lexika
- Pavlicová, Martina – Uhlíková, Lucie (eds): Od folkloru k folklorismu (Strážnice 1997).
- Kdo je kdo. Osobnosti české současnosti (2002, 2005).

## II. Ostatní (výběr)
- Holý, Dušan: Na pomoc souborům. S Jiřím Pavlicou na adresu interpretů a upravovatelů lidových písní (Národopisné aktuality 22, 1985, s. 204-208).
- Lang, Roman: Primáš dává kapele duši (AD 1997, č. 6, s. 33-35).
- Klusák, Pavel: Tancovačka i meditace, to všechno tu je! (Týden 33/2001, s. 40-43).
- Brabec moravský, Jiří: Pohlazení, poznání, poselství (Folk a country 6/2001, s. 6-9).
- Foltýnová, Lenka: Jura Pavlica a jeho tři pé (Harmonie 10/2001, s. 14-15).
- Hlaváč, Jan: Muzika od Kapského Hradišťa (InZine 4.1. 2002)..
- Bezr, Ondřej: Pětadvacet (rozhovory s českými muzikanty) (Brno 2004).

## Recenze (výběr)
- Černý, Jiří: Skácel našel svého skladatele. MF Dnes 28. 12. 1999.
- Cicvárek, Ivo: Jiří Pavlica – Jan Skácel – Hradišťan a hosté: O slunovratu. InternetFolk – hudební server, 6. 2. 2000.
- Cicvárek, Ivo: Jiří Pavlica a Dizu Plaatjies – Mys Dobré naděje. InternetFolk – hudební server, 2.10. 2001.
- Stehlík, Luboš: Zpívání o lásce. Bambini di Praga, Hradišťan (Harmonie 2001, č. 9, s. 50).
- Bezr, Ondřej: Na lince Uherské Hradiště – Kapské Město (J. Pavlica a D. Plaatjies. Mys Dobré naděje. Lotos 2001). Rock & Pop 2001, č. 5, s. 106.
- Moravčík, Jiří: Jiří Pavlica a Dizu Plaatjies, Mys dobré naděje. Harmonie 2001, č. 7, s. 51.
- Tesař, Milan: Nezbývá než smeknout (J. Pavlica a D. Plaatjies: Mys Dobré naděje. Lotos 2001). Folk a country 2001, č. 7-8, s. 35.
- Tesař, Milan: Zachycení neopakovatelného (J. Pavlica a hosté: Sešli se …I. Lotos 2000). Folk a country 2001, č. 3, s. 34.
- Zapletal, Petar: Jiří Pavlica a Dizu Plaatjies v Lucerně. Hudební rozhledy 2002, č. 1.